# شان گوس
شان گوس (انگلیسی: Sean Goss؛ زادهٔ ۱ اکتبر ۱۹۹۵) بازیکن فوتبال اهل آلمان است.
از باشگاه‌هایی که در آن بازی کرده‌است می‌توان به باشگاه فوتبال منچستر یونایتد اشاره کرد.